# Miss Eco Santa Catarina
Miss Eco Santa Catarina é um concurso de beleza feminino realizado anualmente, a eleita catarinense representa o estado no concurso nacional o Miss Eco Brasil, que  propõe ampliar a divulgação dos assuntos e projetos nacionais e internacionais relacionados ao controle da emissão de poluentes e diminuição dos efeitos da devastação do meio ambiente. O lema do evento é "Tornar o Mundo Verde" (em inglês: Make the World Green).  A primeira catarinense a levar o Titulo foi Larissa Zanella em 1997 sendo eleita Miss Eco Brasil 1997.

## Vencedoras
A Miss Eco Santa Catarina 2020 é Raquel Grubba. 
| Ano  | Representante           | Cidade             | Colocação Nacional                                   |       |
| 2020 | Raquel Grubba           | Balneario Camboriu |                                                      | [ 2 ] |
| 2019 | Adriane Silva           | Chapecó            | MISS NATIONAL WEEK OF ECOLOGY 2019.                  | [ 3 ] |
| 2018 | Jenifer Giovana Varela  | Joaçaba            |                                                      | [ 4 ] |
| 2017 | Aghata Caroline         | Antonio Carlos     |                                                      | [ 5 ] |
| 2016 | Jeniffer Giovana Varela | Joaçaba            | Miss Internacional Cone Sul 2016.                    | [ 6 ] |
| 2015 | Juliana Mello           | Florianopolis      | Gril Nature Brasil 2015                              | [ 5 ] |
| 2014 | Gracieli Soares         | São Carlos         | Miss ECO Simpatia Brasil 2014 e Melhor traje típico. | [ 5 ] |
| 2013 | Jessica Matoso Busse    | Chapecó            |                                                      | [ 7 ] |
| 2012 | Luiza Baum              | Ireneópolis        | Miss Eco Brazil 2012                                 | [ 5 ] |
| 2011 | Isabel Rodrigues        | Urusanga           |                                                      | [ 5 ] |
| 2010 | Isabel Rodrigues        | Urusanga           |                                                      | [ 5 ] |
| 2009 | Alice Barzan Furlan     | Lauro Muller       | Miss ECO SulAmericana 2009                           | [ 5 ] |
| 2008 | Suelen Caroline Correia |                    |                                                      | [ 5 ] |
| 2005 | Rose Farias             |                    | Miss Eco International 2005                          | [ 5 ] |
| 2000 | Elisiane Buzzi          | Timbó              | Miss Eco Elegância Brasil 2000                       |       |
| 1997 | Larissa Zanella         | Itajai             | Miss Eco Brasil 1997                                 | [ 5 ] |